# Hemigaster taiwana
Hemigaster taiwana là một loài tò vò trong họ Ichneumonidae.